# La Sangre Nunca Muere
La Sangre Nunca Muere é o quarto álbum de estúdio do grupo mexicano Kinto Sol. O álbum foi lançado em 2005.

## Lista de músicas
| N.º | Título                  | Duração |  |
| 1.  | "Intro"                 | 0:45    |  |
| 2.  | "Kinto Sol No Juega"    | 4:47    |  |
| 3.  | "La Sangre Nunca Muere" | 5:15    |  |
| 4.  | "Pase Lo Que Pase"      | 3:45    |  |
| 5.  | "Ella Se Fue"           | 4:48    |  |
| 6.  | "Skit"                  | 0:11    |  |
| 7.  | "Nos La Jugamos"        | 3:55    |  |
| 8.  | "Mi Pasado"             | 6:11    |  |
| 9.  | "Y Como Yo"             | 4:32    |  |
| 10. | "Se Que No Lo Quieres"  | 4:51    |  |
| 11. | "Esa Es Familia"        | 4:32    |  |
| 12. | "Estoy En El Piso"      | 4:44    |  |
| 13. | "Skit"                  | 0:46    |  |
| 14. | "Perros De Las Calles"  | 4:23    |  |
| 15. | "No Se Puede Comprar"   | 4:27    |  |
| 16. | "Dejo Mi Huella"        | 5:06    |  |